# 유카 (가수)
유카(본명 : 아사모토 미카, 1988년 10월 29일 ~ )는 대한민국의 걸그룹 피치걸의 멤버이다. 일본 오사카시 출신으로
재일교포 3세이다.

## 인물소개
- 복싱 아마추어 C급 라이센스. 승마 5급 라이센스를 가지고 있다. 댄스, 일본어가 능숙하다.

- 2007년에 NSC 오사카교 여자 탤런트 과정 3기생으로 입학. 같은 해에 동기생 야스다 유키나와 개그콤비 킹 척 (king chuck)을 결성했다.

- 2008년 NSC 장학생에 발탁되었고, 아이돌 그룹 'YGA' 2기생으로 가입해 2009년 11월까지 활동했다.

- 2010년 1월에는 걸그룹 퍼포먼스 유닛 '츠보미(つぼみ)'의 리더로 취임. 2년간 활동하고 2012년 1월 활동을 마감했다.

- 2011년 한국 예능프로그램 코미디 한일전에 출연했다.

- 2013년 3월을 끝으로 소속사인 요시모토 엔터테인먼트에서 퇴사했다.

- 2013년 7월 블로그에서 한국으로 유학 온 것을 밝히고, 커버 댄스 그룹에 들어가 활동중이라는 사실을 밝혔다.

- 2013년 11월 26일, '유카'라는 이름으로 한국의 5인조 여성 아이돌 그룹 '피치걸'의 멤버로 데뷔했다.